# José Gonçalves de Minas
José Gonçalves de Minas è un comune del Brasile nello Stato del Minas Gerais, parte della mesoregione di Jequitinhonha e della microregione di Capelinha.